# Nordiska namnrenässansen
Den nordiska namnrenässansen var en strävan i det nordiska språkområdet att ge barn gamla nordiska namn. Rörelsen började på 1700‑talet och revolutionerade förnamnsbeståndet under 1800‑talet. Begreppet myntades av Roland Otterbjörk 1964.

## Historia (med tonvikt på Sverige)
De två förutsättningarna för namnrenässansen var intresse för forntiden, och uppkomsten av bruket att hämta dopnamn ur populär litteratur. Sverige anses ha haft två kulturella perioder som särskilt ville anknyta till Nordens forntid: rudbeckianismen på 1600‑talet och 1800‑talets göticism med Götiska förbundet. Under det mellanliggande sjuttonhundratalet minskade intresset för Nordens forntid. Enligt Bertil Boëthius berodde detta bland annat på nya åskådningar som karakteriserades av en begynnande källkritik gentemot den fornnordiska sagalitteraturen. Under 1700‑talet fanns dock enligt Roland Otterbjörk en förgöticism som anknöt till rudbeckianismen. Den andra impulsen som skapade förutsättningarna för återupptagande av namn var idén att använda namn ur icke‑kyrkliga litterära källor. Under 1700‑talet blev det vanligare i Europa att barn namngavs efter litterära förebilder. I England blev namnen Pamela och Clarissa populära från 1740 och framåt, efter hjältinnorna i två romaner av Samuel Richardson. Såväl i Frankrike som i Sverige ökade namn som Julie och Émile i popularitet efter romanfigurer i Jean-Jacques Rousseaus verk.
Detta internationella mode nådde Sverige, där en del av den populära litteraturen var forntidsromantisk. En av Sveriges första romanförfattare, Jacob Henrik Mörk, utgav 1741 romanen Adalrik och Göthilda som utspelades i fornnordisk miljö, och Adalrik och Göthilda blev de första svenska dopnamnen hämtade ur samtida litteratur. Forntidsintresse och modet att hämta namn ur litteratur gav i kombination upphov till en namnrenässans. Eric Julius Biörner som utgav Nordiska kämpadater 1737 torde ha orsakat att Hjalmar, Götrik, Rolf och Torborg blev dopnamn. Gustavianska författare skrev diktverk som innehöll namn som Oden, Disa, Domald, Siward och Hilma. Ett tidigt återupplivat namn var Tor (1782). En annan tendens som fanns redan på 1700‑talet var att adelsätter tog upp medeltida anfäders namn, som Ambjörn (1736), Sixten (1777) och Ulf (1789) i ätten Sparre. Andra tidiga namn i adelns fornnamnsrenässans var Halsten, Eskil, Jedvard, Birger och Herved.
Den stora floden av namn hämtade ur den fornnordiska litteraturen kom under förra hälften av 1800‑talet, varvid Götiska förbundets medlemmar, bland andra Esaias Tegnér och Per Henrik Ling, bidrog. Namnet Fritjof, som blev adelsdopnamn 1809, blev ett vanligt namn genom Esaias Tegnérs Frithiofs saga (1820–1825), en bok som också gjorde Ingeborg, Björn, Torsten, Hilding och Viking till modenamn. Esaias Tegnér populariserade dessutom Svea, Axel och Gerda och har påverkat svenska namn mer än någon annan enskild svensk.
På 1860-talet uppstod även ett intresse för provinsiella nordiska namn, och namn som Arvid, Ingegärd, Ragnhild, Håkan, Kjell och Åke, som tidigare endast haft regional spridning, populariserades och blev allmänt spridda. En namnskandinavism uppstod i Sverige då namn hämtades från Norge (Astrid, Solveig) och Danmark (Dagmar, Ove, Stig). Denna namnskandinavism i Sverige var i full kraft på 1900‑talet med Leif, Jens och Tove. Finska namn inlånade till Sverige kan också anses som utslag av denna namnskandinavism. Även i svenska Finland, Norge och Danmark har namnskicket ändrats av den nordiska namnrenässansen. Ganska sent uppkom tendenser till en nordisk namnrenässans på Färöarna, som får fart i och med den färöiska nationalrörelsen i slutet av 1800-talet. Även på Island hade intresset för sagalitteraturen en påverkan på namngivningen; vid mitten av 1800‑talet bar till exempel ingen islänning namnet Ragnar, men 1910 bars det av 191 personer.
När man följer namns uppgång och försvinnande genom tiderna menar Roland Otterbjörk att man skall minnas att de flesta föräldrar troligen inte haft klart för sig de litterära och ideologiska ursprungen till de namn de givit sina barn.

## Omdömen om namnrenässansen
Språkforskaren Adolf Noreen var ingen vän av lån från nordiska fornspråk som gjordes av språkpuristiska skäl, men menade att namnrenässansen gagnade svenskan: ”Det område, där nu mest och till största gagn för språket dylika lån företagas, är personnamnens. Hjalmar, Birger (jämte det nysvenska Börje), Björn, Helge, Gunnar, Agne m. fl. täfla med framgång med Salomon, Konstantin, Maximilian o. s. v.; Tora, Ingeborg, Signe, Astrid, Valborg o. d. hafva nu att glädja sig åt större sympatier än Marie‑Louise, Josefina, Concordia, Dorotea o. s. v.”

## Utträngning av traditionella namnformer
Ända sedan medeltiden har skriftspråket kommit att spela en stor roll för namnens former i det att själva namnformerna standardiserats och konserverats. Bland annat spelade den tryckta almanackan en roll som rådgivare för namnens form. Under 1600-talet stavades till exempel namnet Olof vanligen som Oluff, men stavningen ändrades 1736 i almanackan till Olof, vilket bidrog till att denna stavning blev den vanligare. I och med att litteraturen utgjorde källan för den nordiska namnrenässansen fick de från litteraturen inhämtade namnen en form som anknöt till skriftbilden, och ofta en isländsk sådan, i motsats till att ha överförts muntligt från generation till generation.
I och med skriftspråkets ökade betydelse kom litterära former att uttränga traditionella bondenamn, det vill säga namn, nordiska eller kyrkliga/bibliska, som funnits bland allmogen sedan medeltiden och utvecklats i talspråket. I dialekterna kunde ett namn således ha betydande variation till uttalsformen, eftersom talspråksformerna traderades muntligt i olika folkmål och förändrades. Den talspråkliga formen avvek ofta från den skrivna i kyrkobokföring, almanackor och andra skriftliga källor; man döptes till och skrev sitt namn Olof men kallades i tal för Ola, Ole eller dylikt. Till exempel kunde namnet Ingeborg i dialekterna ha formen Imber. Ett annat exempel är namnen Sjur, Sjurd och Sjul (ursprungligen med tjockt l), som var former utvecklade ur ett fornnordiskt Sigurðʀ. Genom den nordiska namnrenässansen fick de folkligt reducerade formerna Sjul med flera konkurrens av litteraturformen Sigurd (Sigurd Fafnesbane) sedan 1808, och bland dessa namn är Sigurd i dag nästan allenarådande (endast 15 bärare av Sjul fanns 2021). På liknande sätt har Bryngel ersatts av Brynolf, och jämte det äldre Inger kom det litterära Ingegerd. De nordiska bondenamnens nedgång har inte nödvändigtvis orsakats av att föräldrar medvetet valt en litterär form, utan kan bero på en allmän nedgång för lantliga namn. Enligt namnforskaren Ivar Modéer kan traditionella namn, vid skilda tider i skilda bygder, möjligen ha börjat anses fula och säregna, och ökade förbindelser mellan bygder bidrog till att utjämna namnskicket.

## Inlåning från isländska
De litterära namnvarianterna, vanligen hämtade från isländskan (fornvästnordiska), eller fornsvenska har ofta en form som vittnar om att de är inlånade och inte nedärvda. Genom namnrenässansen har isländska och norska diftonger, som inte finns i standardsvenska, kommit in i skriftbilden i namn som Einar. Progressivt i‑omljud, som är regel i svenska, saknas i namn som Hjalmar och Jarl eftersom isländska eller fornsvenska former valdes vid namnens återupplivande; Hjalmar skulle i svensk form heta Hjälmar och Jarl skulle blivit Järl om namnen kontinuerligt funnits i Sverige (namnet Järl fanns på medeltiden i Sverige). Flera nya namn kom att ha utljudande f‑ljud i svenska såsom Leif. I vissa fall, som Orvar, var de nya namnen inte egentliga namn utan missuppfattningar av fornnordiska tillnamn; ”Orvar” betyder ”pilens” och ingick i sagohjältenamnet Ǫrvar-Oddr, som betyder ”pilens udd”. (Jämför den engelska kognaten arrow.)